# Officejet

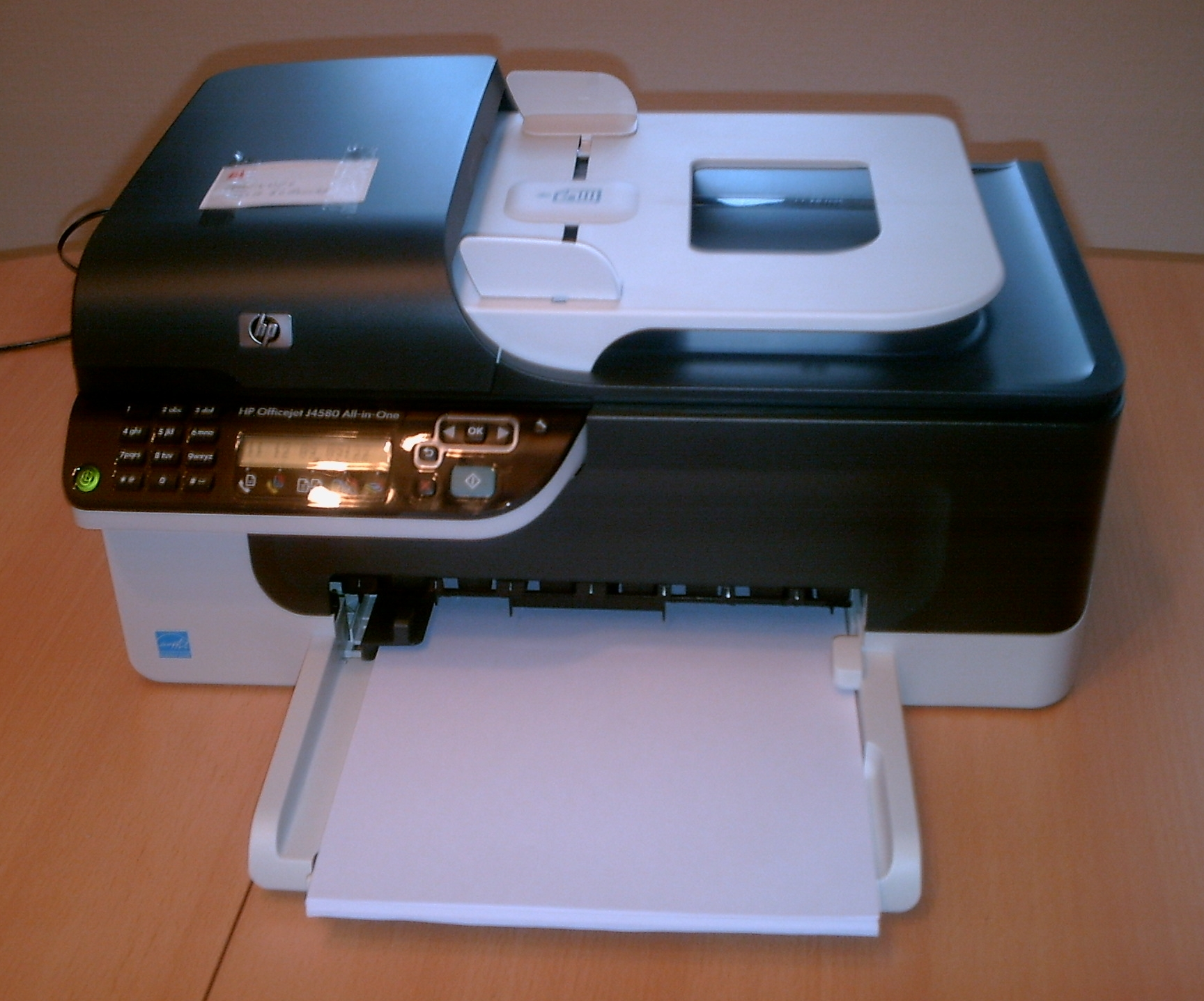
Imprimante Officejet HP J4580

Officejet est une série d'imprimantes à jet d'encre de la marque Hewlett-Packard.
Les premiers modèles d'imprimante combinées à un fax et un télécopieur sont produits en 1994.